# Monstres (série télévisée)
Pour les articles homonymes, voir Monstre (homonymie).
Monstres (Monsters) est une saga anthologie télévisée américaine créée par Ian Brennan et Ryan Murphy et diffusée depuis le 21 septembre 2022 sur Netflix.
La série est construite en saisons indépendantes qui se concentrent sur des individus ayant commis des actes terribles. La première saison relate l'histoire de Jeffrey Dahmer, l'un des tueurs en série les plus meurtriers de l'histoire des États-Unis, de son enfance compliquée à son arrestation et son assassinat en prison. La seconde saison s’intéresse à Lyle et Erik Menéndez condamnés pour les meurtres de leurs parents. La troisième saison se concentrera sur le parcours criminel d’Ed Gein.

## Synopsis

### Saison 1:Dahmer – Monstre: L'Histoire de Jeffrey Dahmer
Milwaukee, Wisconsin, 1991. À la suite d'une tentative de meurtre, Jeffrey Dahmer est arrêté par la police. Divers restes humains sont alors découverts dans son appartement.
Vingt-cinq ans plus tôt, en 1966, le jeune Jeffrey vit une enfance solitaire et malheureuse. Ses parents se disputent violemment sous ses yeux et finissent par se séparer une dizaine d'années plus tard. Jeffrey se retrouve seul et, à l'âge de dix-huit ans, il commet son premier meurtre.

### Saison 2:Monstres: L'Histoire de Lyle et Erik Menéndez
Le 20 août 1989, Jose Menéndez et son épouse Kitty sont sauvagement assassinés dans le salon de leur luxueuse villa de Beverly Hills. En 1996, leurs deux fils Lyle et Erik Menéndez sont condamnés à la prison à vie sans possibilité de libération conditionnelle à l'issue de deux procès très médiatisés.

## Distribution

### Première saison:Dahmer – Monstre: L'Histoire de Jeffrey Dahmer

#### Acteurs principaux
- Evan Peters (VF : Félicien Juttner) : Jeffrey Dahmer
  - Nick A. Fisher : Jeffrey jeune
- Richard Jenkins (VF : Jean-Pol Brissart) : Lionel Dahmer
  - Josh Braaten (en) (VF : Bruno Choël) : Lionel jeune
- Molly Ringwald (VF : Juliette Degenne) : Shari Dahmer, deuxième femme de Lionel et belle-mère de Jeffrey
- Niecy Nash (VF : Virginie Emane) : Glenda Cleveland, voisine de Jeffrey
- Michael Learned (VF : Marie-Martine) : Catherine Dahmer, grand-mère paternel de Jeffrey

#### Acteurs récurrents
- Penelope Ann Miller (VF : Rafaèle Moutier) : Joyce Dahmer (née Flint), mère abusive et mentalement instable de Jeffrey. Première femme de Lionel
  - Savannah Brown (VF : Marie Tirmont) : Joyce, jeune
- Dia Nash (VF : Esthèle Dumand) : Sandra Smith, fille de Glenda
- Nigel Gibbs (VF : Jean-Paul Pitolin) : Révérend Jesse Jackson
- Michael Beach (VF : Thierry Desroses) : Détective Dennis Murphy, un des principaux enquêteurs
- Colby French (VF : Marc Fayet) : Détective Patrick Kennedy, un des principaux enquêteurs
- Matthew Alan : Joseph Gabrish, un des policiers intervenus lors de l'incident impliquant Konerak Sinthasomphone
- Scott Michael Morgan (VF : Bruno Magne) : John Balcerzak, un des policiers intervenus lors de l'incident impliquant Konerak Sinthasomphone
- David Barrera (en) : Philip Arreola, chef de la police de Milwaukee
- Shaun J. Brown (en) (VF : Jean-Baptiste Anoumon) : Tracy Edwards, une victime prévue de Jeffrey
- Dyllón Burnside (VF : Baptiste Marc) : Ronald Flowers, une victime prévue de Jeffrey
- Cameron Cowperthwaite (VF : Jim Redler) : Steven Hicks, auto-stoppeur et 1re victime de Jeffrey
- Vince Hill-Bedford (VF : Alexandre Gillet) : Steven Tuomi, 2e victime de Jeffrey
- Rodney Burford (en) : Tony Hughes, mannequin en herbe et 12e victime de Jeffrey
- Kieran Tamondong (VF : Aurélien Raynal) : Konerak Sinthasomphone, garçon laotien, 13e victime de Jeffrey
- Karen Malina White (en) (VF : Daria Levannier) : Shirley Hughes, la mère de Tony Hughes
- Khetphet Phagnasay : Southone Sinthasomphone, père de Konerak Sinthasomphone
- Phet Mahathongdy : Somdy Sinthasomphone, mère de Konerak Sinthasomphone
- Brayden Maniago : Somsack Sinthasomphone, frère de Konerak Sinthasomphone et l'une des victimes prévues de Jeffrey
- Scott Paophavihanh : Anouke Sinthasomphone, frère de Konerak Sinthasomphone
- Brandon Black (VF : Ambroise Michel) : Dean Vaughn, victime prévue de Jeffrey
- Ken Lerner : Joe Zilber
- DaShawn Barnes (VF : Aurélie Konaté) : Rita Isbell, sœur d'Errol Linsey, la onzième victime de Jeffrey
- Furly Mac (VF : Diouc Koma) : Christopher Scarver, détenu qui a assassiné Jeffrey et Jesse Anderson
- Jeff Harms (en) : Jesse Anderson (en), détenu assassiné en même temps que Jeffrey
- Dominic Burgess (VF : Laurent Morteau) : John Wayne Gacy, tueur en série et délinquant sexuel
- Shane Kerwin : Ed Gein, tueur en série

 Source et légende : version française (VF) sur RS Doublage

### Deuxième saison:Monstres: L'Histoire de Lyle et Erik Menéndez

#### Acteurs principaux
- Javier Bardem (VF : Jérémie Covillault) : José Menéndez
- Chloë Sevigny (VF : Céline Ronté) : Kitty Menéndez
- Nicholas Chavez (VF : Théo Frilet) : Lyle Menéndez
- Cooper Koch (VF : Matthieu Sampeur) : Erik Menéndez
- Leslie Grossman (VF : Anne Dolan) : Judalon Smyth
- Nathan Lane (VF : Michel Dodane) : Dominick Dunne
- Ari Graynor (VF : Julia Vaidis-Bogard) : Leslie Abramson

#### Acteurs récurrents
- Dallas Roberts (VF : Luc-Antoine Diquéro) : Dr Jerome Oziel
- Jason Butler Harner (VF : Laurent Maurel) : l'inspecteur Les Zoeller
- Enrique Murciano (VF : Nessym Guetat) : Carlos Baralt
- Michael Gladis : Tim Rutten
- Drew Powell (VF : Bruno Magne) : l'inspecteur Tom Linehan
- Charlie Hall (en) (VF : Loïc Mobihan) : Craig Cignarelli
- Jeff Perry (VF : Philippe Catoire) : Peter Hoffman
- Brandon Santana (VF : Baptiste Marc) : Tony
- Tessa Auberjonois : Dr Laurel Oziel
- Tanner Stine : Perry Berman
- Larry Clarke : Brian Andersen
- Jade Pettyjohn : Jamie Pisarcik
- Marlene Forte : Marta Cano
- Gil Ozeri (VF : Franck Lorrain) : Dr William Vicary

### Troisième saison:Monstre: L'Histoire d'Ed Gein

#### Acteurs principaux
- Charlie Hunnam : Ed Gein
- Laurie Metcalf : Augusta Gein

## Production

### Développement
Le 5 octobre 2020, Ryan Murphy annonce la création de sa nouvelle série, intitulée Monster: The Jeffrey Dahmer Story.
Le 24 mars 2021, la série est officialisée et composée de dix épisodes.
En novembre 2022, Netflix annonce le renouvellement de la série pour deux saisons supplémentaires qui se concentreront sur deux autres faits divers. L'entreprise officialise alors le changement de format de la série qui devient une anthologie qui adoptera le titre de Monstre, titre original de la minisérie au moment de son développement.
Le 17 septembre 2024, Netflix annonce à quelques jours de la diffusion de la saison 2, que la saison 3 sera centrée sur le tueur en série Ed Gein.

### Attribution des rôles

#### Saison 1
Le 5 octobre 2020, Richard Jenkins rejoint la distribution. Il jouera le père de Jeffrey, Lionel Herbert Dahmer.
Le 24 mars 2021, il est annoncé qu'Evan Peters, connu pour ses multiples apparitions dans la série American Horror Story, jouera le rôle de Jeffrey Dahmer. On annonce également Penelope Ann Miller dans le rôle de Joyce Annette, la mère de Jeffrey, et Niecy Nash dans celui de Glenda Cleveland, qui fut la voisine du tueur en série. Shaun Brown jouera quant à lui Tracy Edwards, rescapé de Jeffrey Dahmer. L'acteur Colin Ford participera aussi à la série, dans le rôle de Chazz.

#### Saison 2
En juin 2023, il est annoncé que Ryan Murphy a choisi deux jeunes acteurs américains Nicholas Chavez et Cooper Kock pour interpréter les rôles de Lyle et Erik Menéndez.
En janvier 2024, Netflix et Ryan Murphy annoncent lors d'une vidéo sur les réseaux sociaux que l'acteur Javier Bardem rejoint la distribution principale et jouera le rôle de José Menéndez, le père de Lyle et Erik Menéndez. Il est également annoncé que l'actrice Chloë Sevigny, connue pour avoir collaboré avec Ryan Murphy dans la série American Horror Story et dans la série Feud, rejoint également la distribution principale et jouera le rôle de Kitty Menéndez, la mère de famille.
L'actrice Leslie Grossman rejoint la distribution de la deuxième saison. Elle jouera le rôle de Judalon Smyth.

#### Saison 3
Le 17 septembre 2024, Netflix annonce que l'acteur Charlie Hunnam jouera le rôle du tueur en série Ed Gein. Le 17 octobre 2024, et annoncé que Laurie Metcalf jouera le rôle d'Augusta Gein, la mère religieuse et fanatique d'Ed.

### Tournage
Le tournage de la première saison de la série démarre le 16 juin 2021 et s'achève le 14 septembre 2021 après presque trois mois.

### Fiche technique
Sauf indication contraire, les informations mentionnées dans cette section peuvent être confirmées par la base de données cinématographiques IMDb,  présente dans la section « Liens externes ».
- Titre original : Monster
  - Titre original (1re saison) : Dahmer – Monster: The Jeffrey Dahmer Story
  - Titre original (2e saison) : Monsters: The Lyle and Erik Menéndez Story
- Titre francophone : Monstre
- Création : Ian Brennan et Ryan Murphy
- Casting : Eric Dawson, Carol Kritzer et Robert J. Ulrich
- Réalisation : Gregg Araki, Paris Barclay, Carl Franklin, Jennifer Lynch et Clement Virgo
- Scénario : Ian Brennan, Todd Kubrak, David McMillan, Janet Mock, Ryan Murphy et Reilly Smith
- Musique : Nick Cave et Warren Ellis
- Direction artistique : Adam Karavatakis et Helen Harwell
- Décors : Matthew Flood Ferguson
- Costumes : Rudy Mance
- Photographie : Jason McCormick et John T. Connor
- Montage : Stephanie Filo, Regis Kimble, Taylor Mason et Curtis Thurber
- Production : Mathew Hart, Regis Kimble et Reilly Smith
- Production déléguée : Ian Brennan, Janet Mock, Ryan Murphy, Eric Kovtun, Carl Franklin et Alexis Martin Woodall
- Société de production : Ryan Murphy Productions
- Société de distribution : Netflix
- Format : couleur - son Dolby Digital
- Nombre de saison : 1
- Nombre d'épisode : 10
- Genre : biographie, drame, policier
- Durée : 45–63 minutes
- Date de sortie : Monde : 21 septembre 2022
- Classification :
  - France : Interdit aux moins de 18 ans

## Épisodes

### Première saison (2022)
1. Pilote (Pilot)
2. Ne me laisse pas (Please Don't Go)
3. Faire un Dahmer (Doin' A Dahmer)
4. La Boîte d'un bon garçon (The Good Boy Box)
5. Du sang sur les mains (Blood On Their Hands)
6. Passé sous silence (Silenced)
7. Cassandre (Cassandra)
8. Lionel (Lionel)
9. Le Croque-mitaine (The Bogeyman)
10. Dieu de pardon, Dieu de vengeance (God of Forgiveness, God of Vengeance)

### Deuxième saison (2024)
1. "Blame It on the Rain" (Blame It on the Rain)
2. Frénésie (Spree)
3. T'as pas une pièce ? (Brother, Can You Spare a Dime?)
4. Tuer ou se faire tuer (Kill Or Be Killed)
5. L'Homme blessé (The Hurt Man)
6. Faut plus rêver (Don't Dream It's Over)
7. Le rideau se lève (Showtime)
8. Tremblements de terre (Seismic Shifts)
9. Pendus (Hang Men)

## Accueil

### Audience
La première saison rencontre un fort succès sur Netflix. Elle est la plus visionnée de la plateforme au cours de la semaine qui suit sa sortie. La semaine suivante, Netflix annonce que Dahmer figure parmi ses séries TV anglophones les plus populaires de tous les temps, à la 9e place.

### Critiques
La première saison est accueillie diversement par la presse.
En France, dans Le Monde, Thomas Sotinel estime que « les créateurs ont été incapables de raconter cette histoire sans sacrifier à la fascination morbide ».  Au contraire, Caroline Veunac de Télérama, remercie les scénaristes de lui avoir épargné des scènes gores et de « met[tre] le doigt sur les discriminations systémiques », tout en estimant que la série échoue à « comprendre comment la société engendre ses propres monstres ».
La deuxième saison est également diversement accueillie par la presse.
Dans le Monde, Audrey Fournier note que « Ryan Murphy livre une brillante relecture du meurtre survenu à Los Angeles en 1989 ».
Dans le Point, Katia De la Ballina se montre plus mitigée. D'un côté, la journaliste souligne que « la série soigne ses effets, avec une mise en situation et une bande originale accrocheuse ». Cependant, elle note que « malgré le talent des interprètes, on finit par rester étrangement détachés devant cette série, dont on peine à saisir le point de vue ».

## Erreurs
Le scénario présente un anachronisme : dans l'épisode 9 de la 1re saison, Jeffrey Dahmer, en prison, regarde une interview de son père. En réalité, celle-ci a été tournée en 2004, soit dix ans après sa mort.

## Controverse
Au lendemain de la diffusion de la deuxième saison, Erik Menéndez, incarcéré à la prison Richard J. Donovan d'Otay Mesa, fait publier par l'intermédiaire de son épouse Tammi un communiqué dans lequel il critique vivement la série,.
Dans celui-ci, il dénonce les « mensonges horribles et flagrants » de la série ainsi qu'une narration « malhonnête » et « mensongère ». Il regrette notamment le portrait « désastreux » de son frère Lyle dans la série,.
Erik Menéndez accuse enfin les co-réalisateurs et en particulier Ryan Murphy d'être « mal intentionné » : « Je ne peux que croire qu’ils ont été faits volontairement. C’est avec le cœur lourd que je dis que Ryan Murphy ne peut pas être aussi naïf et inexact sur les faits de nos vies afin de le faire sans mauvaise intention »,.

## Distinctions

### Récompenses
- Golden Globes 2023 : Meilleur acteur dans une minisérie ou un téléfilm pour Evan Peters

### Nominations
- Golden Globes 2023 : 
  - Meilleure minisérie ou meilleur téléfilm
  - Meilleur acteur dans un second rôle dans une minisérie, une anthologie ou un téléfilm pour Richard Jenkins
  - Meilleure actrice dans un second rôle dans une minisérie, une anthologie ou un téléfilm pour Niecy Nash